# هيلين فيرغسون
هيلين فيرغسون (بالإنجليزية: Helen Ferguson)‏ (و. 1901 – 1977 م) هي ممثلة، وممثلة مسرحية، من الولايات المتحدة الأمريكية، ولدت في ديكادور، توفيت في كليرواتر، عن عمر يناهز 76 عاماً.

## وصلات خارجية
- هيلين فيرغسون على موقع IMDb (الإنجليزية)
- هيلين فيرغسون على موقع أول موفي (الإنجليزية)
- هيلين فيرغسون على موقع قاعدة بيانات برودواي على الإنترنت (الإنجليزية)
- هيلين فيرغسون على موقع قاعدة بيانات الأفلام السويدية (السويدية)
- هيلين فيرغسون على موقع قاعدة بيانات الفيلم (الإنجليزية)